# Детская книга (Акунин и Глория Му)
«Детская книга для девочек» — роман, написанный Глорией Му по сценарию Бориса Акунина, вышел в 2012 году, входит в серию «Жанры».

## История создания
После публикации «Детской книги» в 2005 году издательство предложило Борису Акунину написать продолжение, где главным героем была бы девочка. Борис Акунин не желал снова писать книгу для детей и начал искать соавтора. Акунин написал сценарий будущей книги, а соавтор должен был написать остальной текст. Для книги для девочек нужно было найти писательницу. Издательство предлагало Акунину тексты разных писательниц, в итоге ему понравился текст романа «Вернуться по следам» (2009) Глории Му. В результате их совместного творчества в 2012 году появилась «Детская книга для девочек», а «Детская книга» 2005 года была переименована в «Детскую книгу для мальчиков».

## Сюжет
Ангелина (Геля) Фандорина, сестра Эраста (Ластика) Фандорина, героя «Детской книги для мальчиков», правнучка Эраста Петровича Фандорина, вслед за своим братом оказывается втянута в приключения вокруг «Райского Яблока». С Гелей устанавливает контакт Люсинда Грей, «Фея Снов», которая объясняет, что Райское Яблоко — это воплощение Любви, и, чтобы его спасти, Геле нужно отправиться в 1914 год. Оказывается, Люсинда изобрела способ «путешествия» во времени, доступный только женщинам. Геля засыпает в настоящем и «переселяется» в 1914 год, в тело своей прабабушки Аполлинарии Рындиной.
В Москве 1914 года, в роли гимназистки Поли Рындиной, Геля знакомится со своими прапрабабушкой и прапрадедушкой, родителями Поли, с жизнью в Москве начала XX века. В деле спасения Райского Яблока ей помогают химик Григорий Вильгельмович Розенкранц и мальчишка-беспризорник по прозвищу Щур. По ходу многочисленных приключений у Гели с Щуром завязываются романтические отношения.
Геля возвращается в XXI век через несколько часов, а Поля Рындина не помнит, что с ней происходило в те недели, когда в её теле была Геля Фандорина. Из разговора с мамой Геля выясняет, что Щур — это её прадедушка Игнат: отношения, завязавшиеся с Полей-Гелей, продолжились уже с настоящей Аполлинарией Рындиной.
В финале Геля и Ластик обмениваются своими знаниями о Райском Яблоке. Его роль в истории и мотивы профессора Ван Дорна (инициатора приключений Ластика в «Детской книге для мальчиков») и Люсинды Грей остаются неясны.

## Переводы
на болгарский язык
- Глория Му по сценарий на Борис Акунин. Ангелина спасява света[2] — София: Еднорог, 2013, ISBN 978-954-365-138-2, переводчик Денис Коробко